# Indoevropski prajezik
Indoevropski prajezik ali praindoevropščina je rekonstruiran jezik, skupni prednik vseh indoevropskih jezikov. Obstoj jezika so jezikoslovci sprejeli skozi stoletja, čeprav nestrinjanja še vedno obstajajo.

## Jezikovni odnosi
Prva ovira pri preučevanju tujih jezikov je učenje novega besedišča. Nove besede je nato treba primerjati z besedami drugih jezikov in poiskati podobnosti. Te podobnosti med jeziki pa lahko razložimo na dva načina. Prvi je ta, da lahko nekatere besede razložimo z razpršitvijo izposojenk (npr. od latinščine k drugim jezikov Evrope). Druga pa ta, da so besede lahko razložene z njihovo skupno genetsko dediščino (npr. nekoč je bil prvoten jezik, iz katerega se je določen jezik odcepil). 
Indoevropeistika se je začela razvijati v 16. stoletju, ko je Francoz Joseph Scalinger na osnovi besede za boga v različnih jezikih le-te razdelil v štiri skupine (danajšnjo romansko, germansko, slovansko in grško). V poznem 16. stoletju so začeli jezuitski misionarji delovati v Indiji in sveti Francis Xavier je seznanil Evropo s prvim primerom sanskrta (klasičen jezik antične Indije), v pismu, napisanem leta 1544. William Jones je domneval, da so stara indijščina, grščina, latinščina, perzijščina, gotščina in keltščina izpeljane iz skupnega prednika. Do leta 1800 je bil sestavljen začetni model razmerij med mnogimi jeziki Evrope in nekaterimi iz Azije. Jezikovna skupina je bila znana kot indogermanska. Ker so bila razmerja skozi jezikovne skupine odnosno očitna, je bil razvoj hiter. Indoevropski jeziki si delijo notranje in zunanje odnose. Notranji odnosi so izraženi kot narečni odnosi med različnimi jeziki. Zunanji odnosi se primarno ukvarjajo z indoevropsko jezikovno skupino in v kakšnem sorodu je z drugimi skupinami.

## Umestitev pradomovine v prostor in čas
Pri časovni umestitvi praindoevropščine si raziskovalci pomagajo z leksikalno-arheološko analizo. To pomeni, da morajo jezikovna dejstva povezati z izsledki arheologije in jih umestiti v čas. Jezikoslovci so ugotovili, da se ni mogel govoriti pred mlajšo kameno dobo, ker kažejo rekonstruirane besede in arheološki izsledki na stalno poselitev, poljedelstvo, gojenje domačih živali (rekonstituirali so na primer poimenovanja za ovco, prašiča, psa).
Podatki kažejo na 4. tisočletje pr. n. š. (najdemo že udomačenega konja in poljedelstvo). Ob upoštevanju vsega besedišča pa se lahko domovina postavi v časovno obdobje med 4500 in 2500 pr. n. št. (konec mlajše kamene dobe in začetek bronaste). Po nekaterih domnevah je praindoevropščina mlajša, vendar so razlike med jeziki že verjetno prevelike, da bi lahko podprle to teorijo.
Glede kraja govora prajezika uporabljajo leksikalno-geografsko analizo. Prvi raziskovalci so razlagali pradomovino s pomočjo Biblije, ki je predvidevala skupen začetek za človeštvo. Včasih so govorili o jafetskih jezikih. Nemci so začeli poudarjati, da je pradomovina na severu Evrope (zaradi besede za lososa). V času nacionalizma so začeli govoriti o Arijcih (pripadniki indijske rase). Šlo je za zlorabo znanosti; trdili so, da so Nemci prvi pravi Indoevropejci in začel se je uporabljati izraz indogermanski jezik.
Leksikalno-geografska analiza se upira na besede za floro in favno. Pri besedi za lososa gre morda tudi za katero drugo ribo, npr. postrv. Pradomovina je morala biti področje z gozdovi in vodnimi površinami. Pradomovina prednikov, ki so govorili praindoevropščino, verjetno ni bila ob morju, indoevropski prajezik nima pomorske terminologije (stara beseda *mori, ki v nekaterih jezikih pomeni morje, v angleščini moors) na primer pomeni barje).

## Dejavniki določanja pradomovine in hipoteze
Pri določanju pradomovine si primerjalni jezikoslovci pomagajo z različnimi dejavniki. Najprej izločijo območja, kjer se v začetku historičnega časa glede na dokaze ni govoril indoevropski prajezik, ter območja, kjer so bili staroselci najverjetneje naseljeni pred Indoevropejci. Nato predvidijo, kje so se jeziki nahajali v historičnem času, ob tem pa upoštevajo možne predhistorične selitve, ki pa seveda niso natančno poznane. Pri tem se pojavlja vprašanje, kako veliko področje lahko naseljuje neki jezik, ne da bi razpadel. Velikost je odvisna od konfiguracije terena (v hribih je jezik bolj razčlenjen kot na ravnini), povezanost posameznih področjih med seboj ter način premikanja (če so se premikali s konjem, so obvladovali večje področje). Mallory in Adams pravita, da je bilo ozemlje veliko od 250.000 do milijona km2. V pomoč določanja pradomovine je tudi leksikalno-geografska analiza. Pomembna so tudi druga dejstva, na primer, jeziki, ki so zemljepisno bolj oddaljeni od ostalih, so se verjetno selili od jedra. Pomemembna sta tudi število populacije in gostota jezikov (kje je center gravitacije). Jezik, ki kaže na največ arhaičnih potez, je verjetno ostal na mestu pradomovine. Obstaja veliko hipotez, ki postavljajo pradomovino na različne konce Evrazije. Razlike nastajajo, ker vsaka poudarja kakšen drug princip oz. kombinacijo principa določanja lokacije.

#### Kurganska hipoteza
Pradomovina naj bi bila v stepah današnje Ukrajine ali južne Rusije v času med 4500 in 2500 pr. n. št. Njena zagovornica je Marija Gimbutas, ki povezuje Indoevropejce s kulturo kurganov, podpira pa jo tudi James Patrick Mallory.

#### Anatolska hipoteza
Njen zagovornik je arheolog Renfrew, ki je prepričan, da so se ide. jeziki selili iz Anatolije skupaj s kmetijstvom. Selili so se torej zaradi nuje po obdelovalnih površinah. Prehajati naj bi začeli v 7. tisočletju pr. n. š., kar pa je z vidika jezikoslovja postavljeno prezgodaj (glede na podatke iz ide. besedišča). Jeziskoslovca, ki sta vendarle zagovarjala to teorijo, sta Tomas Gamkrelidze in Vjačeslav Ivanov, ki pradomovino postavljata v današnjo Armenijo v 4. tisočletje pr. n. š.

#### Srednja Evropa in del Balkana
To je center gravitacije ide. jezikov. Ena od hipotez povezuje Indoevropejce s podrčjem kulture linearne keramike (Nizozemska,  Francija na zahodu; Romunija, Ukrajina na vzhodu). Druga pa povezuje Indoevropejce s področjem kulture vrvičaste keramike med 3200 in 2300 pr. n. št. in je obsegala velik del Nemčije, do Nizozemske, Švice in južne Skandinavije ter del Rusije in Ukrajine.

## Družinska debla
Anatolski jeziki nedvomno veljajo za prvo skupino, ki se je ločila od ostale praindoevropske skupnosti, saj ne delijo inovacij z drugimi indoevropskimi jeziki. Indoiranski jeziki skupaj z balto-slovanskimi jeziki delijo satemizacijo in pravilo ruki. Obstajajo tesne povezave med grščino in armenščino, zato je utemeljena domneva, da so bili njuni predniki nekoč tesno povezani na Balkanu. Obenem obstajajo tesne povezave med grško-armensko skupino in indoiranskimi jeziki, predvsem v morfoloških inovacijah. Prav tako obstajajo povezave med antičnimi italskimi in keltskimi jeziki. Severozahodni evropski jeziki imajo skupno vrsto izposojenk, verjetno iz substratnih staroevropskih jezikov. Položaj toharščine je problematičen, ker gre za kentumski jezik na skrajnem vzhodu, poleg tega je morfološko tesneje povezana z indoevropskimi skupinami severozahodne Evrope.

## Metode
Poznamo primerjalno metodo ter primerjalno rekonstrukcijo.

## Fonologija
Indoevropski prajezik je imel 3 števila (ednino, dvojino, množino), tri slovnične spole ter 8 sklonov. Dvojina je izpričana v majhnem številu jezikov.
|             | nezveneči | zveneči | aspirirani |
| ----------- | --------- | ------- | ---------- |
| labiali     | p         | b       | bh         |
| dentali     | t         | d       | dh         |
| palatali    | k         | g       | gh         |
| velari      | k         | g       | gh         |
| labiovelari | kw        | gw      | gwh        |
| sibilanti   | s         |         |            |
| laringali   | h1        | h2      | h3 h4      |
| likvide     | r         | l       |            |
| nazali      | m         | n       |            |
| polvokali   | y         | w       |            |
| vokali      | e, ē      | o, ō    | a, ā       |

## Samostalnik
Ide. deli Evropo še z uralsko jezikovno skupino (sem spadajo madžarščina, finščina, estonščina in številni drugi jeziki med Z in V Uralom).
Manj znana pa je povezava med ide. in semitsko skupino.

### Koren
Koren je imel strukturo (C)CeC(C)- Na koren se je lahko dodal sufiks in tako je bilo tvorjeno deblo. Na to deblo dodamo še končnico, ki je odvisna od števila in recimo tudi spola. V t. i. korenskih samostalnik nimamo sufiksa pred končnico. Formula za pide. besedo bi tako bila R-(S)-E (R je koren, S je sufiks in E je končnica).

### Osnovne končnice za ide. samostalnik
|              | ednina       | množina | dvojina     |
| ------------ | ------------ | ------- | ----------- |
| nominativ    | -s, -0       | -es     | -h1(e)      |
| vokativ      | -0           | -es     | -h1(e)      |
| akuzativ     | -m           | -ns     | -h1(e)      |
| genitiv      | -(o)s        | -om     | -h1(e)/ohsx |
| ablativ      | -(o)s; -(e)d | bhyos   | -h1(e)/ohsx |
| dativ        | -ei          | -mus    | -me/ohx     |
| lokativ      | -i, -0       | -su     | -h1ou       |
| instrumental | -(e)h1       | -bhi    | bhih1       |

## Pridevniki
Rekonstruirani so podobno kot samostalniki: koren, deblo in končnica z moškimi ali srednjimi končicami, ki ustrezajo o-deblu  in ženskimi končnicami, ki uporabljajo h2- končnice.

## Zaimki
Dokazi za zaimke v ide. so bogati in vključujejo osebne zaimke, povratne zaimke, vprašalne, oziralne in kazalne. Pide. ima posebne osebno zaimke za prvo in drugo osebo, za tretjo pa se uporabljajo kazalni zaimki.
tabela.

## Števniki
|            | Sihler                                                    | Beekes          |
| ---------- | --------------------------------------------------------- | --------------- |
| ena        | *Hoi-no-/*Hoi-wo-/*Hoi-k(ʷ)o-; *sem-                      | *Hoi(H)nos      |
| dve        | *d(u)wo-                                                  | *duoh₁          |
| tri        | *trei- (polna stopnja) / *tri- (ničta stopnja)            | *treies         |
| štiri      | *kʷetwor- (o-prevojna stopnja) / *kʷetur- (ničta stopnja) | *kʷetuōr        |
| pet        | *penkʷe                                                   | *penkʷe         |
| šest       | *weḱs                                                     | *(s)uéks        |
| sedem      | *septm̥                                                    | *séptm          |
| osem       | *oḱtō, *oḱtou ali *h₃eḱtō, *h₃eḱtou                       | *h₃eḱteh₃       |
| devet      | *(h₁)newn̥                                                 | *(h₁)néun       |
| deset      | *deḱm̥(t)                                                  | *déḱmt          |
| dvajset    | *wīḱm̥t-; prvotno morda *widḱomt-                          | *duidḱmti       |
| trideset   | *trīḱomt-; prvotno morda *tridḱomt-                       | *trih₂dḱomth₂   |
| štirideset | *kʷetwr̥̄ḱomt-; prvotno morda *kʷetwr̥dḱomt-                 | *kʷeturdḱomth₂  |
| petdeset   | *penkʷēḱomt-; prvotno morda *penkʷedḱomt-                 | *penkʷedḱomth₂  |
| šestdeset  | *s(w)eḱsḱomt-; prvotno morda *weḱsdḱomt-                  | *ueksdḱomth₂    |
| sedemdeset | *septm̥̄ḱomt-; prvotno morda *septm̥dḱomt-                   | *septmdḱomth₂   |
| osemdeset  | *oḱtō(u)ḱomt-; prvotno morda *h₃eḱto(u)dḱomt-             | *h₃eḱth₃dḱomth₂ |
| devetdeset | *(h₁)newn̥̄ḱomt-; prvotno morda *h₁newn̥dḱomt-               | *h₁neundḱomth₂  |
| sto        | *ḱm̥tom; prvotno morda *dḱm̥tom                             | *dḱmtóm         |
| tisoč      | *ǵheslo-; *tusdḱomti                                      | *ǵʰes-l-        |

## Glagol
Rekonstrukcija glagolskega sistema je najbolj kompleksna poteza indoevropskega prajezika. Tudi glagol je bil spregan v treh številih (ednina, dvojina, množina). Imel je dva načina (aktiv in medio-pasiv). Časi so obsegali prezent, aorist in perfekt (čeprav perfekt ni pustil sledi v anatolskih jezikih). Imperfekt je podedovan in najboljši dokaz prihaja iz indoiranskih jezikov, grščine in armenščine ter predstavlja jugovzhodno inovacijo. Imamo tudi dokaz za futur. Imeli so 4 glagolske načine: indikativ, injunktiv, optativ in imperativ. V anatolščini je distinkcija med indikatom in imperativom.
Osebne končnice so razdeljene na dve veliki skupini. Vsaka ima primarne in sekundarne končnice. Eno imenujemo »atematska« spregatev (tukaj nimamo tematskega vokala med korenom ali deblom in osebno končnico) ter »tematsko« spregatev (ki ima tematski vokal *-e-/*-o-). Primarne končnice so rabljene za prezent (in futur) indikativa. Sekundarne končice pa za neprezentove čase indikativa, za injunktiv, optativ.
|         |    | Buck      | Buck        | Beekes   | Beekes    |
|         |    | Tematska  | Atematska   | Tematska | Atematska |
| Ednina  | 1. | *-mi      | *-ō         | *-mi     | *-oH      |
| Ednina  | 2. | *-si      | *-esi       | *-si     | *-eh₁i    |
| Ednina  | 3. | *-ti      | *-eti       | *-ti     | *-e       |
| Množina | 1. | *-mos/mes | *-omos/omes | *-mes    | *-omom    |
| Množina | 2. | *-te      | *-ete       | *-th₁e   | *-eth₁e   |
| Množina | 3. | *-nti     | *-onti      | *-nti    | *-o       |